# 德弗罗·米顿
德弗罗·米顿（英語：Devereaux Mytton，1924年10月28日—1989年5月9日），澳大利亚男子帆船运动员。他曾代表澳大利亚参加1956年夏季奥林匹克运动会帆船比赛，联同道格拉斯·巴克斯顿和乔克·斯特罗克获得一枚铜牌。